# 장피에르 카셀
장피에르 카셀(Jean-Pierre Cassel, 본명: 장피에르 크로숑(Jean-Pierre Crochon), 1932년 10월 27일 ~ 2007년 4월 19일)은 프랑스의 배우, 가수, 각본가, 무용가이다. 《의식》(1995)으로 제21회 세자르상 남우조연상 후보에 올랐다. 뱅상 카셀과 세실 카셀의 아버지이기도 하다.

## 출연 작품

### 영화
- Un acte d'amour (1953)
- En cas de malheur (1958)
- Les Surmenés (1958) - 단편
- Les Jeux de l'amour (1960)
- 이수 (1961)
- 나폴레옹 2세 (1961, Napoléon II, l'aiglon)
- 7대 죄악 (1962)
- 탈주한 하사 (1962)
- 아름다운 사기꾼들 (1964, Les Plus Belles Escroqueries du monde)
- 럭키 레이디 (1965)
- 신사적인 잔치 (1965, Les Fêtes galantes)
- 파리는 불타고 있는가? (1966)
- Le dolci signore (1968)
- 오 왓 어 러브리 워 (1969)
- 그림자 군단 (1969)
- 파멸 (1970)
- 곰과 인형 (1970, L'Ours et la Poupée)
- 부르주아의 은밀한 매력 (1972)
- 초원의 보트 (1971, Le Bateau sur l'herbe)
- 삼총사 (1973)
  - 사총사 (1974)
  - 총사들의 귀환 (1989, The Return of the Musketeers)
- 오리엔트 특급 살인 (1974)
- 말괄량이 여기자 (1975, That Lucky Touch)
- Who Is Killing the Great Chefs of Europe? (1978)
- 안나의 랑데부 (1978, Les Rendez-vous d'Anna)
- 브이 특공대 (1979)
- 슈퍼맨 2 (1980)
- 앨리스의 꿈 (1982, Alicja)
- 송어 (1982)
- 카사노바 (1987, Casanova)
- 토스카니니 (1988, Il giovane Toscanini)
- 혁명가의 연인 (1988, Chouans !)
- 빈센트 (1990)
- 오페라의 유령 (1990)
- The Fatal Image (1990)
- 파리에서 생긴 일 (1991)
- 공주는 못말려 (1991)
- 사랑의 꿈 (1991, The Favour, the Watch and the Very Big Fish)
- 혼혈아 (1993, Métisse)
- 지옥 (1994)
- 패션쇼 (1994)
- 푸른 철모 (1994, Casque bleu)
- 의식 (1995)
- 세상에서 가장 아름다운 나라 (1998, Le Plus Beau Pays du monde)
- 더 아이스 링크 (1998, La Patinoire)
- 사드 (2000, Sade)
- 크림슨 리버 (2000)
- 나무상자 속 카메라 (2003, The Wooden Camera)
- 미셀 베이앙 (2003, Michel Vaillant)
- 나르코 (2004, Narco)
- 벙커 파라다이스 (2005, Bunker paradise)
- 콩고라마 (2006, Congorama)
- 페어 플레이 (2006, Fair Play)
- Mauvaise Foi (2006)
- 잠수종과 나비 (2007)
- Contre-enquête (2007)
- Où avais-je la tête ? (2007)
- Vous êtes de la police ? (2007)
- J'aurais voulu être un danseur (2007)
- 아스테릭스: 미션 올림픽 게임 (2008) - 파노라믹스 역

### 텔레비전
- 사하라의 비밀 (1987, Il segreto del Sahara)
- 줄리아 내 사랑 (1989, Disperatamente Giulia)
- 타트오르트 (1995)